# Aspö distrikt, Blekinge
Aspö distrikt är ett distrikt i Karlskrona kommun och Blekinge län. 
Distriktet ligger sydväst om Karlskrona. 

## Tidigare administrativ tillhörighet
Distriktet inrättades 2016 och utgörs av en del av området Karlskrona stad omfattade före 1971, den del som utgjort  Aspö socken vilken 1952 uppgick i staden.
Området motsvarar den omfattning Aspö församling hade vid årsskiftet 1999/2000.